# 22346 Katsumatatakashi
22346 Katsumatatakashi este o planetă minoră (asteroid), cu un diametru de 3,91 km, din centura de asteroizi. A fost descoperită pe 28 septembrie 1992 la Kitami Observatory⁠(d) de Masayuki Yanai⁠(d). 
Obiectul prezintă o orbită caracterizată de o semiaxă mare de 2,3219135 UAi, o excentricitate de 0,21, o înclinație de 9,8318 ° în raport cu ecliptica.